# Холостяк (фільм, 1999)
Нежонатий (англ. The Bachelor) — романтична комедія 1999 року, знята Гарі Сіньйором, у головних ролях знялися Кріс О'Доннелл і Рене Зеллвегер. Фільм є рімейком картини 1925 року. Крім того, для співачки Мерая Кері картина стала дебютом у кіно.

## Сюжет
Багато хто хоче одружитися з красивою. А ось деякі не хочуть одружуватися зовсім, цінуючи свободу — найдорожче на світі! Джиммі Шенон був з таких. І хоча ряди його парубоцької компанії пустіли з дня на день, Джиммі продовжував тішитися життям з черговою по́дружкою!
Енн була особливою, але про весілля не могло бути й мови! І все ж настає фатальний день, коли Джиммі доводиться йти до вівтаря заради спадщини. І з'ясовується, що зробити це не так просто!

## У ролях
- Кріс О'Доннелл — Джиммі Шенон
- Рене Зеллвегер — Енн Арден
- Арті Ленг — Марко
- Едвард Еснер — Сід Глюкман
- Гел Голбрук — Рой О'Делл
- Джеймс Кромвелл — священик
- Марлі Шелтон — Наталі Арден
- Пітер Устінов — дідусь Джеймс Шенон
- Кетрін Таун — Моніка
- Ребекка Кросс — Стейсі
- Стейсі Едвардс — Зої
- Мерая Кері — Ілана
- Сара Сілверман — Керолін
- Дженніфер Еспозіто — Дафна
- Нісі Неш — афроамериканська наречена

## Касові збори
Фільм зайняв третє місце в північно-американському прокаті, зібравши $ 7,5 млн в прем'єрні вихідні.

## Саундтрек
1. «Don't Fence Me In» — David Byrne
2. «It Must Be Love» — Madness
3. «(Your Love Keeps Lifting Me) Higher And Higher» — Jackie Wilson
4. «Just A Gigolo / I Ain't Got Nobody» — Louis Prima
5. «Hernando's Hideaway» — Billy May's Rico Mambo Orchestra
6. «Cha Cha On The Moon» — Pat Reader
7. «Little Arrows» — Leapy Lee
8. «You're The First The Last My Everything» — Barry White
9. «The First Time I Ever Saw Your Face» — Jane Powell
10. «Hit The Road Jack» — Buster Poindexter
11. «The Bachelor» (Score Medley) — John Murphy